# جسر سان لويس راي (فلم 2004)
جسر سان لويس راي (بالإنجليزية: The Bridge of San Luis Rey) فيلم درامي من إنتاج 2004 أخرجته ماري مكوكيان، وقام ببطولته ممثلون متماثلو الأهمية من الولايات المتحدة الأمريكية ودول أخرى. الفيلم مبني على رواية ثورنتن وايلدر التي تحمل الاسم نفسه. عُرض الفيلم في إسبانيا عام 2004، وفي 2005 عُرض في الولايات المتحدة وحول العالم. وبغض النظر عن المديح الذي ناله بسبب تصميم الأزياء فيه، فإن الفيلم قد استقبل بشكل هزيل من قبل النقاد.

## الخلفية والإنتاج
بُني الفيلم والرواية بتصرف على حياة ميكائيلا فيليغاس (1748 - 1819)، وهي ممثلة ومغنية بيروفية عُرفت باعتبارها لا بيرتشولي التي ألهمت حياتها رواية للكاتب بروسبير ميريميه وأوبرا لا بيرتوشلي لجاك أوفينباخ، وفيلم جين رينيو في 1953 المدرب الذهبي، بالإضافة إلى نسختين فيلميتين مبكرتين: فيلم صامت في 1929 بطولة ليلي داميتا، ونسخة 1944 من بطولة لين باري وألا نازيموفا.
صُور الفيلم في ملقا بالأندلس، وطليطلة، قلعة لا مانتش في إسبانيا.

## الممثلون
- ف. موراي أبراهام في دور نائب الملك في بيرو
- كاثي بيتس في دور الماركيزة
- غابرييل بيرن في دور الأخ جونيبير
- جيرالدين شابلن في دور راعية الدير
- روبرت دي نيرو في دور أسقف بيرو
- إيميلي دوكوين في دور دونا كلارا
- أدريانا دومينغيز في دور بيبيتا
- هارفي كيتل في دور العم بيو
- بيلار لوبيز دي أيالا في دور كاميلا فيليغاس (لا بيرتشولي)
- جون لينش في دور كالقبطان ألفارادو
- مارك بوليش في دور مانويل
- مايكل بوليش في دور استيبان
- جيم شيبيردان في دور ملك إسبانيا

## وصلات خارجية
- مقالات تستعمل روابط فنية بلا صلة مع ويكي بيانات